# Relativní deprivace
Relativní deprivace je stav, při kterém jedinec zažívá pocity nedostatku, újmy nebo strádání, vznikající srovnáváním se s ostatními jedinci a skupinami nebo porovnáváním své současné situace se situací v minulosti. Tento pojem zavedl americký sociolog Samuel A. Stouffer a dále jej rozvinul například sociolog Robert K. Merton, který jej rozpracoval do teorie referenčních skupin. Merton na rozdíl od Stouffera sledoval nejenom samotný jev relativní deprivace, ale zabýval se také tím, co člověka do takového stavu přivede.  
Základem tohoto psychosociálního konceptu je předpoklad našeho subjektivního jednání, které v sobě odráží naše emoce, poznatky a chování. Jde o přesvědčení, že je jedinec nebo jeho sociální skupina v porovnání s jinou (referenční) skupinou v nevýhodě. To vede k pocitům vzteku, rozmrzelosti a závisti, kdy člověk nabude dojmu, že má právo na více výhod, než se mu doposud dostávalo.
Sociální vědci, zejména politologové a sociologové, uváděli relativní deprivaci (obzvláště dočasnou relativní deprivaci) jako potenciální příčinu vzniku sociálního hnutí vedoucí v extrémních případech ke vzpourám, terorismu, občanským válkám a další řadě projevů sociální deviace. Někteří odborníci na sociální hnutí vysvětlují jejich vznik citací stížností lidí, kteří se cítí deprivovaní tím, co vnímají jako hodnoty, které jim v jejich očích náleží. Jednotlivci se také zapojují do těchto hnutí, pokud nežijí tak úplně podle svých představ.

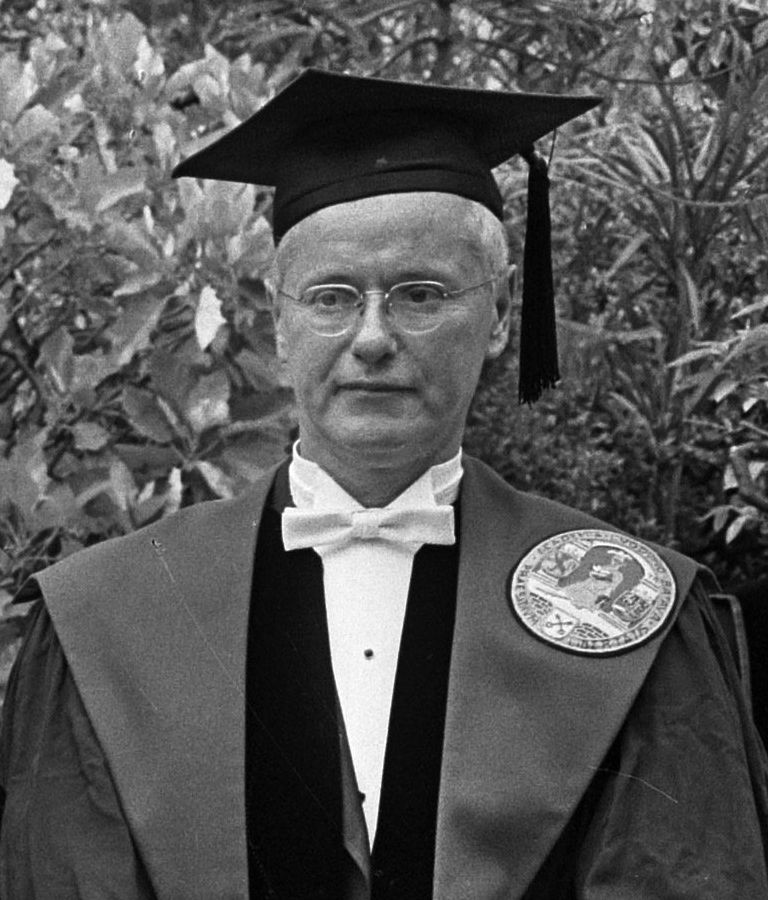
Sociolog Robert K. Merton

V sociální psychologii se nově objevil koncept relativního uspokojení, který je opakem relativní deprivace.

## Historie
Pojem relativní deprivace byl použit francouzským sociologem Alexisem de Tocquevillem, později jej převzal americký politolog Ted Robert Gurr. Samuel A. Stouffer a jeho kolegové objevili fenomén relativní deprivace při provádění výzkumu u amerických vojáků z druhé světové války. Zjistili, že ti z nich, kteří mají největší šance na povýšení, jsou zároveň ti nejméně spokojení. Proměnlivost údajně podmiňuje vyšší naděje na povýšení, které, když není uskutečněno, ústí ve frustraci. Merton rozděluje dvě skupiny lidí. Za prvé je tu skupina, kam patříme, druhou skupinou je referenční skupina, ta, s níž sdílíme své ambice. Stavu, kterým označujeme konfrontaci odchylky mezi cílem či úkolem ve společnosti a legitimními (kulturně a společensky přijatelnými) dostupnými prostředky, se říká anomie. Existuje pět způsobů přizpůsobení se anomii:
1. konformismus – akceptujeme jak definované cíle, tak možné dostupné a legitimní prostředky (většina lidí jsou konformisté),
2. inovace – stejné (akceptovatelné) cíle, ale jiné (nelegitimní) prostředky (případ kriminálního chování),
3. ritualismus – snížení definovaných dílů, prostředky legitimní (tvrdá práce apod.),
4. únik (odstup) – snížení cílů, omezení dostupných prostředků a použití nepřijatelných (např. sebevražda),
5. vzbouření – převrácení definice dostupných a legitimních cílů i prostředků k jejich dosažení (např. terorismus).[7]

## Pojem relativní deprivace

### Pojem relativní deprivace podle W. G. Runcimana
S jednou z prvních formulací relativní deprivace přišel britský sociolog W. G. Runciman, který podmínky, za kterých tento stav vzniká, definuje následovně.
Dalo by se říci, že člověk je relativně deprivovaný faktorem X, kde X představuje nějaký předmět nebo cíl, pokud:
- nemá X
- zná člověka nebo lidi, kteří mají X
- chce X
- věří, že vlastnit X je reálné[8]

Lidé se mohou cítit deprivovaní i přesto, že nejsou „objektivně“ deprivovaní (prokazatelně nepostrádají něco životně důležitého). Relativní deprivace je výsledkem porovnávání skutečné a imaginární situace. Člověk může prožívat stav relativní deprivace v nejrůznějších fázích a oblastech života. Může se týkat naší sociální pozice jak v kolektivu blízkých přátel a rodiny, tak například statusu v zaměstnání.
Podle Runcimana mají lidé tendenci porovnávat se v rámci společnosti s referenčními skupinami, spíše než se společností jako celkem. To, že jedinec vzhlíží k určité referenční skupině, ale nemusí automaticky znamenat, že trpí relativní deprivací. Jestli k ní skutečně dochází či ne, můžeme podle některých sociologů rozeznat tak, že vysledujeme, zdali člověk prochází jednotlivými fázemi:
1. kognitivní část, kdy člověk svou situaci porovnává s druhými lidmi (často se členy referenční skupiny, tj. skupiny, jíž by se chtěl stát součástí)
2. odhaduje, jak moc je on (či skupina, které je členem) oproti ostatním znevýhodněn
3. začne tento handicap vnímat jako nespravedlivý
4. vytvoří si k faktorům způsobujícím ono znevýhodnění odpor[3]

Relativní deprivaci pak můžeme obvykle rozlišit na:
- egoistickou – jednotlivec se cítí znevýhodněný v porovnání s druhými lidmi
- skupinovou – skupinový pocit znevýhodnění oproti skupině referenční[9]